# Nanómetro

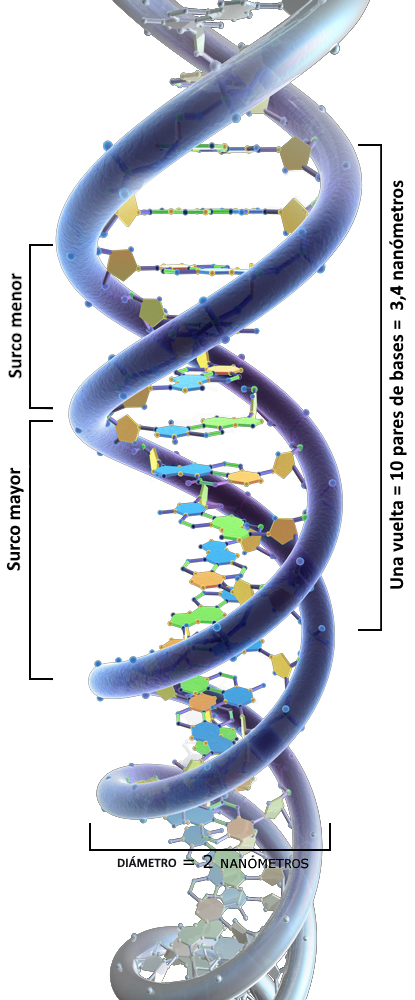
Una vuelta de la hélice de ADN mide 3,4 nm de largo

El nanómetro es la unidad de longitud del Sistema Internacional de Unidades (SI) que equivale a una mil millonésima parte de un metro.
El símbolo del nanómetro es nm. El nombre combina el prefijo nano con la unidad metro.
Puede escribirse en notación científica como 1 nm = 10−9 m y es simplemente {\displaystyle {\frac {1}{1000000000}}} metros.
Un nanómetro equivale a 10 ángstroms.
Recientemente la unidad ha cobrado notoriedad en el estudio de la nanotecnología, área que estudia materiales que poseen dimensiones de unos pocos nanómetro
El nanómetro se usa para expresar dimensiones en la escala atómica:
- El diámetro de un átomo de helio es de 0,1 nm.
- El diámetro de un ribosoma es de unos 20 nm.

También se utiliza para medir la longitud de onda de la radiación ultravioleta, radiación infrarroja y la luz.
La luz visible va desde 400 a 700 nm.
Los pulmones humanos solo pueden retirar partículas superiores a 200 nanómetros. Las partículas de tamaño inferior pueden llegar a cualquier parte del cuerpo y producir daños y tumores.
El diámetro del cabello humano va de 70 µm (70 000 nm) a 80 µm (80 000 nm).

## Equivalencias
```
 1 nm = 0,001 μm
 1 nm = 0,000 001 mm
 1 nm = 0,000 000 1 cm
 1 nm = 0,000 000 01 dm
 1 nm = 0,000 000 001 m
 1 nm = 0,000 000 000 1 dam
 1 nm = 0,000 000 000 01 hm
 1 nm = 0,000 000 000 001 km
 1 nm = 10 Å
 1 nm = 1 000 pm
 1 nm = 1 000 000 fm
 1 nm = 1 000 000 000 am
 1 nm = 1 000 000 000 000 zm
 1 nm = 1 000 000 000 000 000 ym
```